# L'avventurosa fuga
L'avventurosa fuga è un film del 1978, scritto e diretto da Enzo Doria. Conosciuto anche come Gli ultimi angeli.

## Trama
Elisabeth e Massimo vivono separati da due anni e decidono di affermare la loro indipendenza con il divorzio. La persona che soffre di più della situazione è il figlio Marco, che normalmente vive con suo padre in una bella, ma solitaria casa di campagna. L'unica soddisfazione di Marco viene dall'andare sul suo cavallo Socrate in campagna, ma Massimo manda il cavallo al suocero in Sicilia quando, stanco della solitudine, decide di vendere tutto e trasferirsi in città. A questo punto, Marco decide di fuggire e finge di essere stato rapito per attirare l'attenzione dei suoi genitori. Il suo viaggio in Sicilia, dove suo nonno materno vive vicino a Ragusa, è pieno zeppo di avventure, ma il bambino alla fine riesce nel suo intento, grazie all'aiuto di una ragazzina e di Rocco, un ragazzo di strada napoletano, con cui egli fa amicizia. Rocco finisce sotto una macchina, e questo incidente insieme alle vicissitudini della fuga di Marco, riuniscono i genitori inorriditi: si precipitano a casa del saggio nonno, che nel frattempo è riuscito a convincere suo nipote che la vita è bella dopo tutto, nonostante tutte le difficoltà che comporta.

## Produzione
Il film fu prodotto in Italia da T.R.A.C..
Protagonisti sono gli attori bambini Alessandro Doria, Fausta Avelli e Flavio Colombaioni (presenti in quegli anni anche in altre pellicole italiane), assieme a noti attori come Nathalie Delon, Philippe Leroy e Arthur Kennedy. Tra gli interpreti si segnala anche il piccolo Fabrizio Forte, distintosi l'anno precedente in Padre padrone di Paolo e Vittorio Taviani.

## Distribuzione
Il film è stato distribuito nelle sale cinematografiche italiane il 5 maggio 1978 da Capitol Martino e in quelle portoghesi il 12 ottobre 1979 da Internacional Filmes. È stato distribuito internazionalmente in VHS (con il titolo Last Angels) da Manhattan Video e per la televisione nel 2006 da Starlight.  Il film è conosciuto internazionalmente con il titolo The Last Angels